# Большой Ивер
Большой Ивер — упразднённое в 1955 году село Амурской области России. Ныне урочище на территории муниципального образования городской округ ЗАТО Циолковский.

## География
Большой Ивер стоял на реке Зея, в 10 км от Малого Ивера, ныне урочища в Свободненском районе на территории муниципального образования Нижнебузулинский сельсовет.

## Топоним
Название попарное: соседние сёла Большой и Малый Ивер.
По легенде, на именование местности «Ивер» повлияло то, что первопоселенцы прибыли весной, после пасхи, когда православные встречают Царицу небесную — спасительницу Матушку-Иверскую.

## История
Основан в 1900 году выходцами из Белоруссии (современная Гомельская область).
Исключён из учётных данных в 1971 году

## Население
К 1940 году более 300 жителей.

## Инфраструктура

### Экономика
Было личное подсобное хозяйство, к 1950 году насчитывалось более ста жилых домов.

## Транспорт
У села была пристань на берегу Зеи, в 1911 году была построена «царская» дорога — колесуха. Село было связано просёлочной дорогой с Малым Ивером и далее с Нижними Бузулями